# Bekas Rock
Der Bekas Rock (englisch; bulgarisch скала Бекас skala Bekas) ist ein in südwest-nordöstlicher Ausrichtung 140 m langer und 60 m breiter Klippenfelsen im Archipel der Südlichen Shetlandinseln. Er liegt 2,63 km südwestlich des Kap Sheffield, 1,95 km westlich bis südlich des Ugain Point, 2,73 km nordwestlich des Benson Point und 4,5 km südöstlich des größeren der beiden Eddystone Rocks vor der Westküste von Rugged Island. 
Dieses Gebiet wurde bereits von den ersten Robbenjägern zu Beginn des 19. Jahrhunderts aufgesucht. Bulgarische Wissenschaftler kartierten den Felsen 2009. Die bulgarische Kommission für Antarktische Geographische Namen benannte ihn 2018 nach dem bulgarischen Trawler Bekas.